# L'expedient Warren
L'expedient Warren (títol original en anglès: The Conjuring) és una pel·lícula de terror estatunidenca del 2013, dirigida per James Wan i protagonitzada per Vera Farmiga i Patrick Wilson. En 2016 el mateix equip va realitzar la seqüela L'expedient Warren: El cas Enfield. S'ha doblat i subtitulat al català.

## Argument
El 1971, en Roger i la Carolyn Perron (Ron Livingston i Lili Taylor) són un matrimoni que es trasllada amb les seves cinc filles a una granja a Harrisville. El primer dia com a propietaris resulta ser idíl·lic tret de l'estrany comportament del seu gos Sadie, que es nega a entrar-hi i comença a bordar; d'altra banda, una de les filles trenca sense voler un tauló de la paret i descobreixen un soterrani i una de les filles (la petita) hi troba una caixa musical estranya.
L'endemà comencen a succeir coses estranyes: la Carolyn s'aixeca amb blaus als braços i cames i descobreix el gos mort. Després d'uns dies, els fenòmens comencen a manifestar-se amb més força, com per exemple tots els rellotges s'aturen a les 3.07 h i comença a sentir sorolls estranys (com palmades i riures) procedents del soterrani, on es queda tancada sense poder sortir-ne, car ningú la sent cridar i el seu marit se n'havia anat a Florida. En aquest moment, l'Andrea (Shanley Caswell) veu com la seva germana Cindy (Mackenzie Foy) sembla tenir una mena de somnambulisme fins que s'adona horroritzada que dalt de l'armari hi ha un esperit que l'agredeix.

## Repartiment
- Vera Farmiga: Lorraine Warren
- Patrick Wilson: Ed Warren
- Lili Taylor: Carolyn Perron
- Ron Livingston: Roger Perron
- Shanley Caswell: Andrea Perron
- Hayley McFarland: Nancy Perron
- Joey King: Christine Perron
- Mackenzie Foy: Cindy Perron
- Kyla Deaver: April Perron
- Shannon Kook: Drew Thomas
- John Brotherton: Brad Hamilton
- Sterling Jerins: Judy Warren
- Marion Guyot: Georgiana Moran
- Steve Coulter: Pare Gordon
- Joseph Bishara: Bathsheba Sherman
- Morganna May: Debbie
- Amy Tipton: Camilla
- Zach Pappas: Rick
- Christof Veillon: Maurice Theriault